# Bartolomé Ponce de León
Fray Bartolomé Ponce de León fue un monje cisterciense y escritor eclesiástico español del siglo XVI.

## Biografía
Fue aragonés de nacimiento; ingresó en la Orden cisterciense, recibiendo el hábito el día 23 de junio de 1551 en el monasterio de Nuestra Señora de Santa Fe, distante 12 kilómetros de Zaragoza; fue elegido abad de dicho monasterio en el año 1591 y murió a fines de siglo. Estuvo en Cerdeña con fray Miguel Rubio, obispo de Ampurias. En 1577 publicó los siete diálogos que forman Puerta real de la inescusable muerte, un tratado dedicado a Felipe II que ejemplifica la conducta de Pedro de Acosta, obispo de Osma y cuyo marco es el propio monasterio de Santa Fe; en su parte segunda contiene un elogio de la poesía con un catálogo de poetas ilustres, entre los que se menciona a Montemayor, al que conocía personalmente, como se infiere del prólogo que puso a su obra posterior. Pero es más recordado por su Primera parte de la Clara Diana (Épila, 1580), contrafactum a lo divino de los Siete libros de la Diana, la famosa novela pastoril de Jorge de Montemayor que, siguiendo los ideales de la Contrarreforma tridentina, se había propuesto reescribir a lo divino con la intención de aprovechar la popularidad de la obra entre el género femenino para fomentar vocaciones religiosas. Escrita en prosa y verso, para el experto en literatura pastoril Juan Bautista Avalle-Arce es machaconamente alegórica, está cargada de gratuita erudición y muestra un pésimo estilo literario. Ya estaba escrita en mayo de 1571, pues el privilegio de impresión tiene esa fecha y probablemente se empezó a escribir no más allá de 1566. En su libro III incluye una especie de Parnaso de autores contemporáneos entre los que incluye varios ingenios aragoneses que sin duda formaban parte de su círculo: Pedro de Moncayo, Antonio de Peralta, don Juan de Peralta y Velasco, Marcos Dorantes y Jerónimo de Arbolanche; Bartolomé Leonardo de Argensola le dedicó un soneto. En una de las novelas intercaladas, la historia de Silenio y Tarsia, hay elementos precervantinos en cuanto a la desmitificación de la utópica realidad creada por las narraciones pastoriles.

## Obras
- Puerta real de la inescusable muerte, Zaragoza, 1577; Salamanca, 1596.
- Primera parte de la Clara Diana, repartida en siete libros. Compuesta por el muy Reverendo padre..., monge del monasterio de Sancta Fe, del sacro orden de Cistells. Dirigida al sabio y prudente Lector, Épila, por Thomas Porralis, 1580, y reediciones de Zaragoza, 1581, 1582 y 1599, pero solo se han conservado la primera y la última, contrahecha desde la primera por Lorenço de Robles, a costa de Juan de Bonilla.